# Prinia gracile
Prinia gracilis
Espèce
Statut de conservation UICN

 LC  : Préoccupation mineure
Le prinia gracile (Prinia gracilis) est une petite espèce de passereau de la famille des Cisticolidae.

## Comportement
Il est solitaire ou en couple durant la saison de reproduction. Il devient plus grégaire durant la fin de l'été. En hiver, il peut vivre au sein de bandes dont le nombre varie entre 3 et 11 individus. 
Les adultes occupent leur territoire toute l'année.
C'est un oiseau discret qui se laisse approcher. 

### Alimentation
C'est un oiseau insectivore qui se nourrit dans les feuillages ou à terre. Il arrive qu'il se tienne la tête en bas quand il s'alimente dans les branches. A terre, il sautille mais il peut produire un bond pour saisir sa proie. Exceptionnellement, il effectue un vol stationnaire ou  capture les insectes en plein vol.
Les adultes arrachent les ailes et les membres des sauterelles pour les donner aux oisillons.

### Reproduction

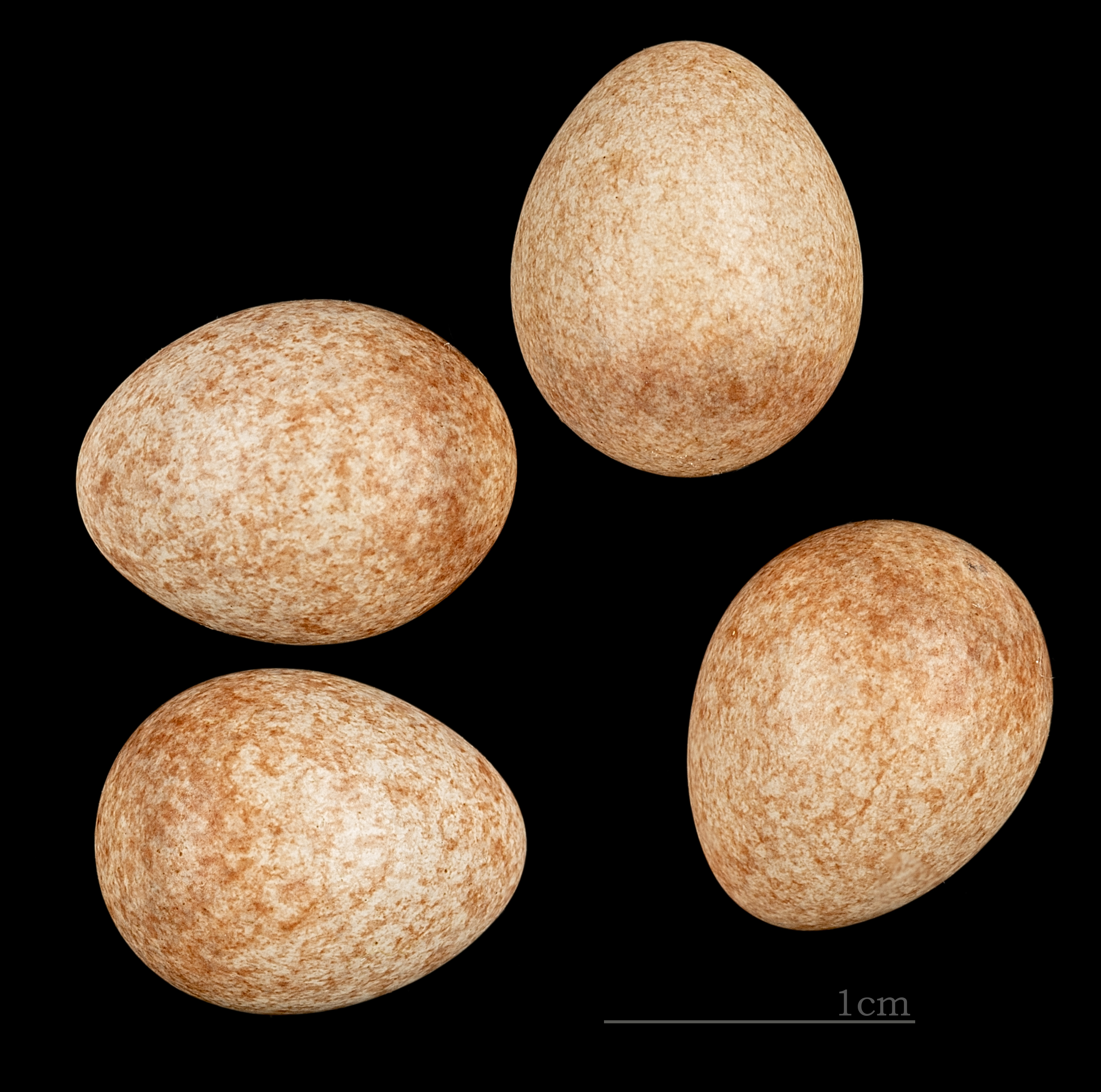
œufs de Prinia gracilis palaestinae Muséum de Toulouse

## Systématique
L'espèce Prinia gracilis a été décrite par le médecin, et zoologiste allemand, Martin Lichtenstein en 1823, sous le nom de  Sylvia gracilis.

### Synonyme
- Sylvia gracilis Lichtenstein, 1823 protonyme

### Sous-espèces
D'après Alan P. Peterson, cette espèce est constituée des 12 sous-espèces suivantes :
- Prinia gracilis akyildizi Watson 1961 ;
- Prinia gracilis carlo Zedlitz 1911 ;
- Prinia gracilis carpenteri Meyer de Schauensee & Ripley 1953 ;
- Prinia gracilis deltae Reichenow 1904 ;
- Prinia gracilis gracilis (Lichtenstein) 1823 ;
- Prinia gracilis hufufae Ticehurst & Cheesman 1924 ;
- Prinia gracilis irakensis Meinertzhagen 1923 ;
- Prinia gracilis lepida Blyth 1844 ;
- Prinia gracilis natronensis Nicoll 1917 ;
- Prinia gracilis palaestinae Zedlitz 1911 ;
- Prinia gracilis stevensi Hartert 1923 ;
- Prinia gracilis yemenensis Hartert 1909.